# Mike Duncan

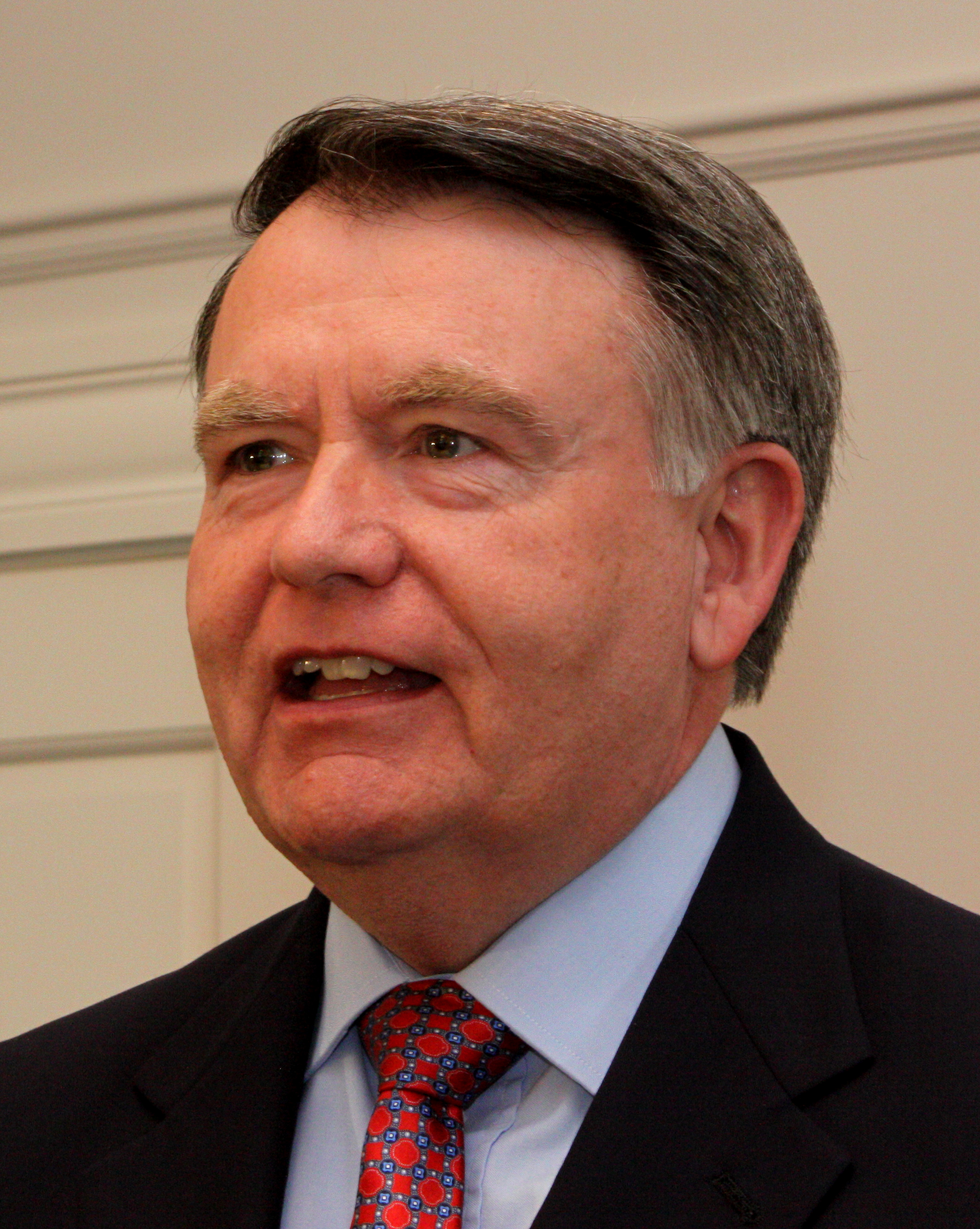
Mike Duncan (2010)

Robert M. „Mike“ Duncan (* 1951 in Oneida, Tennessee) ist ein US-amerikanischer Politiker. Er war von 2007 bis 2009 Vorsitzender des Republican National Committee, der Partei-Organisation der Republikaner.
Duncan schloss 1974 ein Studium an der University of Kentucky ab. Danach arbeitete er als Vorsitzender einer staatlichen Hochschule, eines privaten College, verschiedener Wirtschaftskonzerne sowie Non-Profit-Organisationen. Ab Juli 2002 war Duncan oberster Rechtsberater (General Counsel) des Republican National Committee, am 19. Januar 2007 wurde er dessen Vorsitzender. Zwei Jahre später kandidierte er erneut für dieses Amt, schied jedoch nach dem dritten Wahlgang aus. Zu seinem Nachfolger wurde Michael Steele  gewählt.
Mike Duncan ist verheiratet und hat einen Sohn.